# Anslag (pengar)
För andra betydelser, se Anslag (olika betydelser).
Anslag är en summa pengar som delas ut till en myndighet eller annan institution, vanligen från stat eller kommun.